# Prell-mechaniek

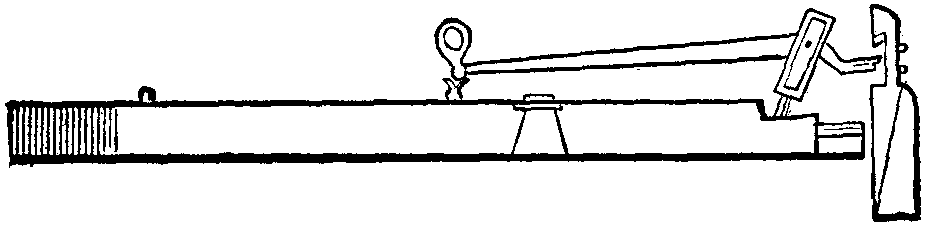
Tekening van het Prell-mechaniek

Het Prell-mechaniek is een uitvinding in de pianobouw uit de tweede helft van de 18e eeuw.

## Geschiedenis
Het toenmalige hammerklavier doorliep een grote serie vernieuwingen vanaf 1770, waarbij het commercieel lonend werd om goede instrumenten in grotere aantallen te gaan bouwen.
Omstreeks 1780 bestaan er twee hoofdtypen:
- Het Engelse mechaniek (ofwel Stoss-mechaniek)
- Het Weense mechaniek (ofwel Prell-mechaniek)

De instrumenten met het Prell-mechaniek waren lichter gebouwd en wogen maar een tiende van de moderne concertvleugel. De zangbodem was dun en de kleine hamerkoppen waren met leer overtrokken. De diepgang van de toetsen was ongeveer de helft van de tegenwoordige diepgang. De aanslag van de toetsen was veel lichter dan die van het Stoss-mechaniek. De oorzaak daarvan was het ontbreken van een onderhamermechaniek bij de instrumenten die volgens het Weense principe waren gebouwd.

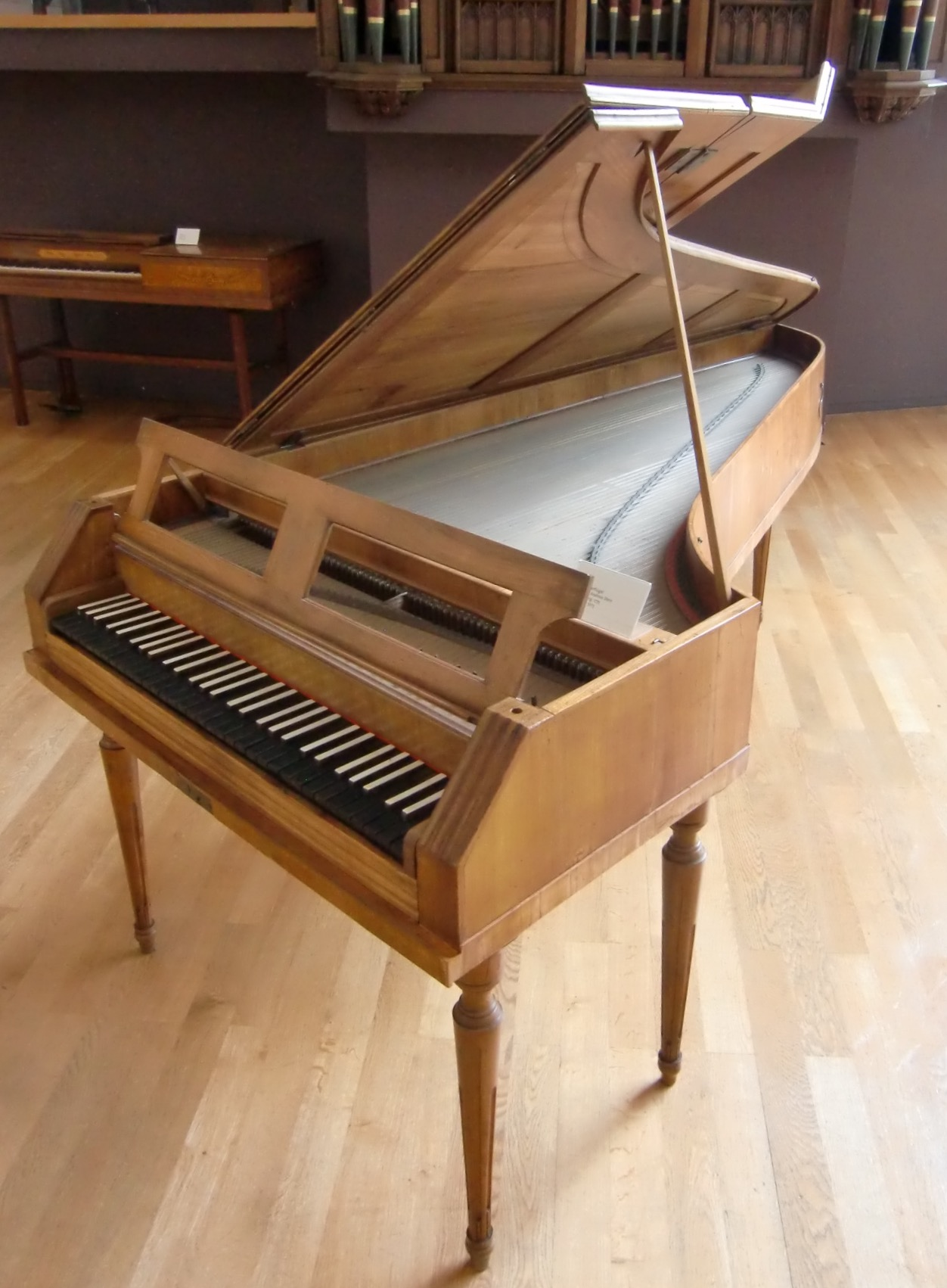
Fortepiano van Stein

Instrumenten met het Prell-mechaniek waren zeer geschikt voor uitvoering van werken van componisten als Mozart en Carl Czerny, terwijl de latere werken van Beethovens werken juist meer gebaat waren bij de zwaardere Engelse mechanieken.
De bekende pianobouwer Johann Andreas Stein (1728-1792) voerde diverse verbeteringen door aan het Prell-mechaniek, waarbij onder andere de "Auslösung" (échappement) werd aangebracht. Daarmee schiep hij het lange tijd gangbare Duitse mechaniek, dat na verhuizing van Steins dochter Nanette Stein (die met pianobouwer Streicher was getrouwd) naar Wenen vanaf dan bekendstond als het Weense mechaniek.
Naast de 'Auslöser' Stein voegde Stein ook de 'vanger' toe (de vanger vangt de hamer op na de aanslag, zodat deze dicht bij de snaar blijft en snel weer kan worden gespeeld, waardoor snellere repetitie van dezelfde toets mogelijk werd). Ook verving Stein de tot dan toe gangbare kniehefbomen die effecten konden bewerkstelligen door pedalen.
De belangrijkste verschillen tussen Stoss-en Prell-mechaniek:
| Stoss-mechaniek             | Prell-mechaniek               |
| --------------------------- | ----------------------------- |
| Hamer ligt van de speler af | Hamer ligt naar de speler toe |
| Geen vanger                 | Wel een vanger                |
| Met onderhamer (opstoter)   | Geen onderhamer (opstoter)    |